# موسیقی برنامه‌ای
موسیقی برنامه‌ای گونه‌ای از موسیقی است که تلاش دارد روایتی ناموسیقایی، یا جلوه‌های طبیعت را ارائه دهد. این روایت ممکن است به‌وسیلهٔ عنوان یا توضیحی به نام برنامه به شنوندگان ارائه گردد تا موجب همبستگی تصورات شود. یک مثال آشنا از موسیقی برنامه‌ای سمفونی فانتاستیک هکتور برلیوز است که دربارهٔ مجموعه‌ای از تخیلات شامل قتل، اعدام، و عذاب جهنم برای شاعر عاشقی زیر تأثیر مواد مخدر است. این سبک در موسیقی سمفونیک ریشارد اشتراوس به اوج می‌رسد. اگرچه پس از او، موسیقی برنامه‌ای افت می‌کند و کارهای تازه در این سبک کمیابند. با این وجود تأثیر موسیقی برنامه‌ای بر موسیقی فیلم، به‌ویژه آن‌هایی که از فن‌های اواخر دورهٔ رمانتیک بهره می‌برند، همچنان ادامه دارد.
این سبک تقریباً به‌طور انحصاری برای سنّت موسیقی کلاسیک اروپایی، به‌ویژه موسیقی رمانتیک سدهٔ ۱۹ میلادی کاربرد دارد. دورهٔ محبوبیت موسیقی برنامه‌ای در همان زمان بود. این اصطلاح معمولاً برای کارهای تماماً سازی (بدون متن یا خواننده) استفاده می‌شود، نه برای مثلاً اپرا. کارهای تک‌موومانهٔ موسیقی برنامه‌ای اغلب پوئم سمفونیک نامیده می‌شوند.
موسیقی محض، برخلاف موسیقی برنامه‌ای، قصد دارد تا هیچ ارجاعی به دنیای واقعی ندهد.

## نمونه‌ها
- سمفونی فانتاستیک، کارِ هکتور برلیوز
- دن کیشوت، کارِ ریشارد اشتراوس
- رومئو و ژولیت، کارِ پیوتر ایلیچ چایکوفسکی[۲]
- میهن من، کارِ بدریخ اسمتانا[۳]
- سمفونی شمارهٔ شش، کارِ لودویگ فان بتهوون
- تابلوهای نمایشگاه، کارِ مودست موسورگسکی